# DMZ (소설)
《DMZ》는 박상연의 장편소설이다. 1997년 1월, 민음사에서 발간하였다.
제 20회 <오늘의 작가상>에 응모되어, 리얼리티가 부족하다는 이유로, 최종심에서 치열한 경합 끝에 탈락하게 된다. 당시 심사위원들은 ``재기발랄한 상상력과 힘있는 문체로 분단 문제를 정면으로 다룬 수작``이라고 평가하면서도``판문점 경비병들이 정말로 휴전선 이북에서 수시로 회동할 수 있겠는가``라며 그 사건의 개연성에 회의를 표시했고 이 소설은 결국 당선에서 제외된다. 그러나 1년 후인 1998년, 김훈 중위 사망사건이 일어나고 나서, 의심받던 리얼리티를 인정받으며. 다시 한 번 주목을 받았다.
2000년 개봉한 영화, 《공동경비구역 JSA》의 원작이며, 일본 유수의 출판사인 문예춘추에서 재일교포 소설가, 김중명의 번역으로 출간되기도 했다.

## 같이 보기
- 공동경비구역 JSA

## 참고 자료
- DMZ  - 공식 웹사이트
- 알라딘 도서 정보
- (일본어) 아마존 도서정보